# مانع التخثر الذئبي
مانع التخثر الذئبي أو مضاد التخثر الذئبي هو أحد الأجسام المضادة  التي ترتبط بالدهون الفسفورية والبروتينات الموجودة بغشاء الخلية، وتُعتبر تسميته بمضاد التخثر الذئبي تسمية خاطئة، لأنه على الرغم من كونه يطيل (يقلل أو يعطل) من زمن اختبارات التخثر في المختبر (مثل زمن الثرمبوبلاستين الجزئي)، فقد وُجد أنه يحفز من عملية تخثر الدم في الجسم الحي، ويتوقع الباحثون أن مانع التخثر الذئبي يتداخل مع الدهون الفسفورية (المستخدمة معمليا كمحفزات لعملية التخثر في المختبر)، أما في الجسم الحي فيُعتقد أن مانع التخثر الذئبي يتفاعل مع الدهون الفوسفاتية الموجودة في غشاء الصفائح الدموية، ما يؤدي إلى زيادة التصاق وتجميع الصفائح الدموية، وهو ما يُعزي إليه سبب زيادة معدل الخثار في الجسم الحي فقط.
وقد وصف لأول مرة من قبل طبيب أمراض الدم لوكارد كونلي.  

## المصطلح
يمكن لمصطلع مانع التخثر الذئبي أن يكون مضللا بسبب أن:
- معظم المرضى المصابون بوجود مانع التخثر الذئبي لا يعانون من الذئبة الحمامية (مرض يسبب آلام المفاصل ومشاكل الجلد والفشل الكلوي ومضاعفات أخرى)، كما أن نسبة قليلة منهم هي التي قد تصاب بالذئبة لاحقا، غير أن الأشخاص المصابون بالذئبة الحمامية بالفعل يكونون أكثر عرضة للإصابة بمانع التخثر الذئبي.
- مصطلح «مانع التخثر» يصف وظيفته في المختبر بدقة، أما في الجسم الحي فإنه يعمل بمثابة محفز لعملية تجلط الدم. [4]

## الفحوصات
عند إجراء اختبار لعملية تجلط الدم (وهي عملية فسيولوجية تتكون من عدة خطوات متتسلسة) وملاحظة طول وقت إتمام عملية التخثر (وهو ما يعتبر ذو دلالة مرضية حيث أن الخطوات المتسلسلة لعملية التخثر يجب أن تحدث خلال أوقات زمنية محددة) فإن هذا يُحتم إجراء اختبار وظيفي لعملية تخثر الدم (لمعرفة أي الخطوات المتسلسة هي موضع الخلل)، كما يتحتم إجراء بعض الاختبارات المصلية لتحديد وجود أجسام مضادة ذاتية تطيل من زمن عملية التخثر مثل الأجسام المضادة للفوسفوليبيد.
أول الاختبارات المتخدة هو اختبار بالخلط حيث يتم خلط بلازما المريض مع البلازما مجمعة لأشخاص أصحاء ثم يحدث إعادة تقييم لعملية التخثر، وفي حالة وجود موانع للتخثر (مثل مانع التخثر الذئبي) في بلازما المريض فإنه سيتفاعل مع البلازما السليمة فسيؤثر عليها ويطيل من وقت التخثر فيها.

## العلاج
يُعالج مانع التخثر الذئبي عادة في سياق وجود خثار تم التحقق من وجوده، (مثل التهاب الوريد في أطراف الجسم، أو الخثار الوريدي العميق)، ويجب اعتبار المرضى المصابون بوجود مانع التخثر الذئبي (بجانب سيرتهم المرضية التي تشير إلى وجود خثار سابق) على أنهم مرشحين للعلاج بمضادات التخثر.
قد يكون الإجهاض أكثر انتشارًا في المرضى المصابين بمانع التخثر الذئبي، ويحتمل أن يتوقف الإجهاض (في بعض الحالات) بتناول الاسبرين والهيبارين غير المجزأ. وقد وفرت قاعدة بيانات كوكرين للمراجعات المنهجية فهمًا أعمق لهذا الموضوع. 
يُعالج الخثار بمضادات التخثر (مثل الهيبارين منخفض الوزن الجزيئيوالوارفارين) ومع ذلك فإنه لا ينبغي إعطاء مضادات التخثر الفموية التي تعمل بشكل مباشر، لأنها قد تتسبب (عند استخدامها مع المرضى المصابين بمانع التخثر الذئبي) في حدوث متلازمة أضداد الفوسفوليبيد.